# Ivica Kirin
Ivica Kirin, hrvaški politik, * 1970.
Med letoma 2005 in 2007 je bil minister za notranje zadeve Republike Hrvaške. V svoji politični karieri je bil najmlajši župan (Virovitice) in najmlajši minister.